# Dumitru Mazilu
Dumitru Mazilu (24 de junio de 1934) es un político rumano. Tuvo un papel clave en los acontecimientos de la Revolución rumana de diciembre de 1989 y en la exposición de los abusos contra los derechos humanos del régimen de Nicolae Ceaușescu.

## Carrera profesional
Mazilu nació en Bacău. En 1952 se graduó en la Escuela Técnica de Ingenieros de Bacău. El mismo año, se convirtió en oficial de seguridad y fue ascendido al grado de teniente. En 1959, Mazilu se graduó de la Universidad de Bucarest con una licenciatura en derecho y obtuvo un doctorado en el mismo campo en 1964. Mientras Mazilu intentaba obtener un doctorado, trabajó como profesor de derecho en la Academia Ștefan Gheorghiu en Bucarest.
De 1965 a 1966, Mazilu se desempeñó como director de la Securitate en Băneasa. Según el Informe Armageddon VII de 2004, se afirma que Dumitru Mazilu había sido despedido de la dirección de los oficiales de Securitate como resultado de un intento de falsificación de documentos relacionados con un accidente automovilístico. De 1965 a 1968, Mazilu se encargó de investigar los abusos e irregularidades cometidos durante el régimen de Gheorghe Gheorghiu-Dej.
En la década de 1970, la carrera académica de Mazilu se expandió aún más. En 1970, fue establecido como profesor universitario por el Ministerio de Educación. En los años 1970-1974, fue director científico del Instituto de Ciencias Políticas de Bucarest. En 1974, ganó la admiración de universidades estadounidenses como Harvard, Columbia y Universidad de California en Berkeley. Esta atención de institutos extranjeros consolidó la posición de Mazilu en la diplomacia rumana. Esto llevó al puesto de Mazilu como asesor legal en el Ministerio de Relaciones Exteriores.

## Disidencia política en la Rumanía de Ceaușescu
En 1985, Mazilu se involucró en debates sobre los derechos humanos y la juventud del mundo. En este momento, se esperaba que Mazilu escribiera un informe crítico sobre la situación de los derechos humanos en Rumanía. Los servicios secretos informaron a Nicolae Ceaușescu que Mazilu tenía la intención de publicar el informe. Ceaușescu prohibió a Mazilu salir del país para evitar que presente el informe a la Organización de las Naciones Unidas. El informe detalla la política de Ceaușescu de exportar la mayoría de los alimentos de Rumania y reducir el nivel de vida para pagar rápidamente las deudas externas. Este fue el caso especialmente para aquellos que vivían cerca del sitio de construcción del planificado palacio de Ceaușescu, quienes fueron ubicados a la fuerza en bloques de apartamentos construidos apresuradamente que carecían de electricidad y agua corriente, cuando, en contraste, Ceaușescu vivía en una riqueza extravagante. Mazilu criticó además la política agrícola de Ceaușescu de destruir los centros agrícolas tradicionales en un esfuerzo por modernizar la industria agrícola de Rumania con la introducción de centros agrícolas más modernos, alegando que esto comprometía a los campesinos, ya que la administración de Ceaușescu consideraba sus granjas como "tierras de cultivo del liberalismo burgués que todavía (perpetúan) formas de propiedad privada".
Entre los años 1986 y 1989, Mazilu estuvo bajo arresto domiciliario como resultado de sus críticas al manejo de los derechos humanos por parte de Ceaușescu. Como resultado del informe crítico de Mazilu sobre los derechos humanos en Rumania, fue despedido formalmente del Ministerio de Relaciones Exteriores en 1987 y se le retiró su pasaporte diplomático, lo que le impidió asistir a las reuniones de la ONU. En mayo del mismo año, Ceaușescu envió una carta a la ONU en la que afirmaba que Mazilu había sufrido un infarto y estaba gravemente enfermo.
Dumitru Mazilu escribió una carta al Secretario General de las Naciones Unidas en la que decía que había sido hospitalizado dos veces y se vio obligado a retirarse de una cumbre el 1 de diciembre de 1987, afirmando que no retiraría su informe. Al año siguiente, la Subcomisión de la ONU para solicitar la liberación de Mazilu. En respuesta, Ceaușescu declaró que la detención de Mazilu estaba de acuerdo con la ley rumana y que colocar a Mazilu en la lista de diplomáticos era redundante debido a su enfermedad, negando así las solicitudes de la ONU.
Sin embargo, a pesar de estar bajo arresto domiciliario, Mazilu pudo publicar un informe clandestino en Ginebra en abril de 1989. El informe fue publicado por las Naciones Unidas en julio del mismo año. Este informe fue igualmente crítico, enfatizando las condiciones de hambre extrema, frío y miedo en Rumania.
A pesar de los repetidos intentos de la ONU de liberar a Mazilu, permaneció bajo arresto domiciliario. En septiembre de 1989, la Securitate impidió que cuatro diplomáticos de las embajadas del Reino Unido, los Países Bajos, los Estados Unidos de América y Canadá visitaran a Mazilu. Varias estaciones de radio, incluidas la BBC, Deutsche Welle y Radio France Internationale llamaron la atención sobre la situación .
Las Naciones Unidas finalmente decidieron llevar la situación a la Corte Internacional de Justicia de La Haya. La audiencia posterior se llevó a cabo en octubre y diciembre de 1989, la Decisión No 81/15 exigió que las autoridades rumanas liberaran a Mazilu inmediatamente y fue votada por unanimidad, subrayando que Mazilu gozaría de la inmunidad diplomática de las Naciones Unidas según lo dispuesto por el artículo 22 de la Convención de la ONU sobre privilegios e inmunidades.

## Durante la Revolución Rumana
En la noche del 21 de diciembre, en medio de la revolución rumana, Mazilu fue trasladado a prisión junto con su esposa e hijo por la Securitate. Al día siguiente, después de que el régimen de Ceaușescu fuera derrocado y Mazilu y su familia fueran liberados. El mismo día, Mazilu pronunció un discurso en el edificio del gobierno ahora ocupado por el Frente de Salvación Nacional liderado por Ion Iliescu detallando su oposición al comunismo. .

Profundamente conmovido, con el rostro hinchado por los golpes recibidos, le dije a la gente de dónde vengo y subrayé el carácter anticomunista de la Revolución Rumana. Les recordé que estuvimos bajo la bota totalitaria más opresiva de 45 años y que el país nunca fue comunista y nunca lo sería. Hemos propuesto que nuestra patria se llame simplemente RUMANIA, sin adjetivos socialistas ni comunistas, y que la bandera del país se libere de las insignias comunistas. Alentados por la aprobación de más de 200.000 personas (la estimación realista de la multitud en The Palace Market es de hasta 50.000 personas – a.) presentes en el enorme mercado, leemos las plataformas del programa Revolution, estructuradas en los 10 puntos analizados anteriormente y propuso que el nuevo órgano de poder sea EL FORO CÍVICO, establecido como un poder democrático de los ciudadanos rumanos. Y para terminar suplicamos la ayuda del Señor, diciendo las palabras "¡Que Dios nos ayude!", 45 años prohibidos no solo en la Plaza del Palacio, sino en todos los mercados y otros lugares públicos en Rumania...
Dumitru  Mazilu

Mazilu propuso los siguientes puntos de reforma cívica:
- El abandono del estado de partido único y la realización de un sistema democrático con varios sistemas de gobierno actuales.
- La organización de elecciones libres en el menor tiempo posible.
- Separación de los poderes legislativo, ejecutivo y judicial en el estado y elección de todos los líderes políticos por uno o no más de dos mandatos, respectivamente por cinco o diez años. El poder ilimitado vestía formas patológicas. Nadie puede reclamar el poder de por vida.
- La reestructuración de toda la economía nacional sobre la base de criterios de rentabilidad y eficiencia. La eliminación de los métodos administrativos burocráticos de la economía centralizada impulsando y promoviendo el espíritu empresarial y la competencia en todos los sectores de la economía.
- Reestructuración de la agricultura pasando la tierra a manos de quienes la trabajan, que son sus verdaderos dueños.
- La reorganización del sistema educativo rumano de acuerdo con los requisitos modernos.
- El posicionamiento de las estructuras de la cultura rumana sobre una base democrática y humanista. La eliminación del dogma ideológico que tanto daño ha causado al pueblo rumano y la promoción de los valores reales de la humanidad. La eliminación de la mentira y de la impostura y la instauración de unos criterios de competencia y justicia en todos los campos de actividad. El paso de la prensa, la radio y la televisión de manos de una familia despótica a manos del pueblo.
- Cumplimiento de los derechos y libertades de las minorías nacionales y garantía plena de sus contratos en igualdad de derechos.
- Reorientar todo el comercio exterior del país, sobre la base de las exigencias de la satisfacción ante todo de las necesidades de la población. Prohibición de transferir recursos a la economía nacional con miras a obtener divisas a cualquier precio. La adopción de las medidas necesarias para la realización del comercio exterior con pleno cumplimiento de los requisitos de eficiencia económica.
- Cambiar toda la política exterior del país para servir a la promoción de la buena vecindad, la amistad y la paz en el mundo.

Después de que su discurso fuera transmitido por televisión, Dumitru Mazilu fue nombrado vicepresidente del Frente de Salvación Nacional, que asumió el poder tras la destitución de Ceaușescu. La proclama del FSN leída por Ion Iliescu el 22 de diciembre de 1989 fue escrita por Dumitru Mazilu con alguna edición de Silviu Brucan. A pesar de esta breve cooperación, las tensiones entre Mazilu e Iliescu comenzaron como resultado de la ideología de partido atrapalotodo adoptada por el FSN para presentar un frente unido contra Nicolae Ceaușescu. Brucan e Iliescu creían que el comunismo debería mantenerse, pero Ceaușescu debería eliminarse, mientras que Mazilu creía que el comunismo era inherentemente defectuoso y necesitaba ser reemplazado por el capitalismo y Petre Roman creía que el socialismo era el reemplazo natural del comunismo. Estas tensiones culminaron cuando durante una marcha en recuerdo de los caídos en la revolución el 12 de enero de 1990, Mazilu intentó utilizar el descontento de la multitud para arrebatarle el liderazgo del FSN a Iliescu. Su intento, que incluyó saltar sobre un tanque y gritar "¡muerte a los ex oficiales de Securitate!" fracasó en gran medida, aparte de la destitución de algunos ex activistas comunistas de la dirección del FSN.
Después del fracaso de Dumitru Mazilu para ganar prominencia como líder en el Frente de Salvación Nacional, el periódico Free Romania publicó un artículo compuesto por información de la biografía política de Mazilu. La información en el artículo era en gran parte sobre su pasado bajo el régimen de Gheorghe Gheorghiu-Dej. Después de ser desacreditada por la opinión pública, Mazilu renunció a la dirección del FSN el 26 de enero de 1990, acusando las prácticas comunistas en el marco político del nuevo poder político del estalinismo.
En marzo de 1991, Dumitru Mazilu fue atacado en Ginebra durante la devastación de los partidos políticos en Bucarest, las agresiones a varios periodistas y líderes de la oposición y el asesinato de Ioan Petru Culianu en Illinois, Estados Unidos. El asesinato fue celebrado por la nueva unión de la extrema derecha y la extrema izquierda rumanas; según Vladimir Tismăneanu: "[Culianu] dio la acusación más devastadora de la nueva unión de extrema izquierda y extrema derecha en Rumania". Como especulación de que exagentes de la Securitate estaban detrás de las agresiones a varios periodistas y líderes de la oposición y del asesinato de Ioan Petru Culianu, Mazilu llegó a comprender que las autoridades rumanas probablemente estaban detrás de su ataque y estaban tratando de mantenerlo en silencio como un disidente político de centroizquierda que criticaba las visiones del mundo tanto de extrema derecha como de extrema izquierda.

## Actividad posterior a la revolución
Después de la revolución, Mazilu se fue por un tiempo a Suiza. En 1990, fue elegido presidente del Instituto Rumano de Derechos Humanos y Juventud, retomando las funciones de un cargo que ocupó anteriormente en los primeros días de su carrera. En los años 1991-1993, Mazilu ganó una demanda presentada por las autoridades rumanas con respecto a su despido indebido del Ministerio de Relaciones Exteriores durante el régimen de Ceaușescu. Obtuvo su cargo anterior que había perdido en 1986 en el Ministerio de Relaciones Exteriores.
Mazilu volvió a la diplomacia, convirtiéndose en el jefe de la misión diplomática de Rumania en Filipinas (1993 y 1994). Fue nombrado embajador ante las organizaciones internacionales en Viena y, más tarde, representante de Rumania ante la OSCE de 1994 a 1997. Esto vio otro paso en la carrera diplomática de Mazilu. Ocupó varios cargos de poder, incluido el de vicepresidente de la Organización de las Naciones Unidas para el Desarrollo de la Industria en 1995, vicepresidente de la Comisión de las Naciones Unidas para los usos pacíficos del espacio cósmico de 1995 a 1997, presidente del Grupo de Trabajo de la Conferencia General del Organismo Internacional de Energía Atómica de 1996 a 1997, vicepresidente y presidente de la Comisión de las Naciones Unidas para el Derecho Mercantil Internacional de 1998 a 2000, miembro de la Academia Diplomática Internacional en 2002.
Actualmente, Mazilu ocupa un puesto como profesor consultor en la Universidad de Bucarest y autor de varios libros. En 2003, Mazilu fue nominado al Premio Nobel de la Paz por la Academia Diplomática Internacional. El mismo año, se convirtió en miembro del Consejo Científico de las Naciones Unidas para el aprendizaje a distancia. En 2004, Ion Iliescu, que aparentemente había superado sus diferencias pasadas, lo nombró miembro del Colegio Nacional del Instituto de la Revolución Rumana.
En diciembre de 2004, el 15º aniversario de la revolución, hubo una reconciliación simbólica entre Dumitru Mazilu e Ion Iliescu, quien con su gabinete había adoptado desde entonces la socialdemocracia, sofocando así las tensiones ideológicas anteriores entre Mazilu e Iliescu. Dumitru Mazilu se introdujo en la dirección del Instituto de la Revolución Rumana de diciembre de 1989. Esta institución se dedica al estudio y estudio del proceso revolucionario rumano.
En noviembre de 2013, Dumitru Mazilu fue entrevistado en la Fiscalía General como una investigación adicional de los hechos de 1989 a la luz de las acusaciones en torno a Ion Iliescu. "Esperamos encontrar la verdad", comentó. Al año siguiente, Mazilu testificó contra Iliescu, afirmando que "ahora estoy seguro de que las revoluciones las conciben los idealistas, las llevan a cabo los combatientes y los oportunistas se aprovechan de ellas". Debido a su papel en la revolución, los comentarios de Mazilu le han levantado críticas con algunos partidarios de Iliescu tildándolo de traidor a la luz de los recientes cargos contra Iliescu y la revolución de 1989.
Mazilu habla inglés, francés, ruso e italiano con fluidez.